# Costello Music
Costello Music är det skotska indierockbandet The Fratellis första fullängdsalbum, utgivet 2006.

## Låtlista
1. "Henrietta" – 3:32
2. "Flathead" – 3:17
3. "Cuntry Boys & City Girls" – 3:31
4. "Whistle for the Choir" – 3:35
5. "Chelsea Dagger" – 3:35
6. "For the Girl" – 2:48
7. "Doginabag" – 3:20
8. "Creepin' Up the Backstairs" – 3:07
9. "Vince the Loveable Stoner" – 3:14
10. "Everybody Knows You Cried Last Night" – 3:54
11. "Baby Fratelli" – 3:56
12. "Got Ma Nuts from a Hippy" – 3:11
13. "Ole Black 'n' Blue Eyes" – 3:16